# Antalis weinkauffi
Antalis weinkauffi är en blötdjursart som först beskrevs av Dunker 1877.  Antalis weinkauffi ingår i släktet Antalis och familjen Dentaliidae. Inga underarter finns listade i Catalogue of Life.